# Driemijlslimiet
De driemijlslimiet verwijst naar een traditioneel en inmiddels grotendeels achterhaald concept binnen het internationaal zeerecht dat de territoriale wateren van een land bepaalde. Deze territoriale wateren (ook wel territoriale zee of territoriale zone) strekten zich uit over een gebied tot circa 3 zeemijl, gemeten vanaf de kustlijn. 
Binnen de territoriale wateren kan een land de wetten zelf bepalen en ook de rechtspraak ligt binnen zijn bevoegdheid. Voor de economie is deze zone eveneens zeer belangrijk. Zo hebben, bijvoorbeeld, de landen die aan de Noordzee grenzen het exclusieve recht om binnen deze zone te vissen.
De keuze om 3 mijl te nemen als begrenzing was niet willekeurig, maar werd bepaald aan de hand van de afstand die een kanonskogel aflegde. Die afstand was ongeveer gelijk aan 3 zeemijl. Vandaar dat er ook vaak gesproken wordt over de kanonsschotregel. (Er wordt soms ook gesuggereerd dat de afstand van 3 mijl werd bepaald door de league, een lengtemaat die vaak gebruikt werd in Europa en Latijns-Amerika, maar tegenwoordig geen officiële maat meer is. Een league komt overeen met 2,97 zeemijl.)
De bedenker van dit concept was de Nederlandse jurist en rechtsgeleerde Cornelis van Bijnkershoek (1673-1743) die de regel, die later door de meeste maritieme naties werd toegepast, ontwikkelde in zijn De Domino Maris in het jaar 1702. Deze nieuwe regel maakte meteen een einde aan de verschillende conflicten die bestonden tussen de verschillende grote maritieme staten.
Later, vanaf midden 20e eeuw, begonnen meer en meer naties de grenzen van hun territoriale wateren uit te breiden tot 12 mijl vanaf de kustlijn en in 1982 werd deze nieuwe grens door het VN-zeerechtverdrag vastgelegd als internationale norm. Sinds 2007 zijn er nog slechts enkele landen die de driemijlslimiet hanteren, namelijk Gibraltar, Jordanië, Palau en Singapore.